# Urceomyces
Urceomyces är ett släkte av svampar. Urceomyces ingår i familjen Globomycetaceae, ordningen Rhizophydiales, klassen Chytridiomycetes, divisionen pisksvampar och riket svampar.
| Urceomyces | \| \| Urceomyces sphaerocarpum \| \| \| \| |
|            | \| \| Urceomyces sphaerocarpum \| \| \| \| |
|            | Globomyces                                 |
|            |                                            |
|            | Urceomyces sphaerocarpum                   |
|            |                                            |

|  | Urceomyces sphaerocarpum |
|  |                          |